# متوسط التكامل (الميكانيكا الإحصائية)
في الميكانيكا الإحصائية ، يُعرف متوسط التكامل أنه متوسط المقدار والذي هو تعبير للحالة الميكروية للنظام، وفقاً لتوزيع النظام على الحالة الميكروية في هذه المجموعة.
نظراً لأن متوسط المجموعة يعتمد على المجموعة التي يتم اختيارها، فإن تعبيرها الرياضي يختلف من مجموعة إلى أخرى. ومع ذلك فإن المتوسط الذي تم الحصول عليه لكمية فيزيائية لا يعتمد على المجموعة التي يتم اختيارها عند الحد الديناميكي الحراري. إن المجموعة القياسية الكبرى هي مثال على النظام المفتوح.

## متوسط المجموعة القياسية

### الميكانيكا الإحصائية الكلاسيكية
بالنسبة للنظام الكلاسيكي في التوازن الحراري مع بيئته، يتخذ متوسط المجموعة شكل تكامل على فضاء الطور للنظام :
{\displaystyle {\bar {A}}={\frac {\int {Ae^{-\beta H(q_{1},q_{2},...q_{M},p_{1},p_{2},...p_{N})}d\tau }}{\int {e^{-\beta H(q_{1},q_{2},...q_{M},p_{1},p_{2},...p_{N})}d\tau }}}}
أين :
{\displaystyle {\bar {A}}} هو متوسط مجموعة خاصية النظام A ،
{\displaystyle \beta } يكون {\displaystyle {\frac {1}{kT}}} ، المعروف باسم بيتا الديناميكا الحرارية ،
H هو ميكانيكا هاميلتوني للنظام الكلاسيكي من حيث مجموعة الإحداثيات {\displaystyle q_{i}} وزخمهم المترافق المعمم {\displaystyle p_{i}} ، و
{\displaystyle d\tau } هو عنصر الحجم في مساحة المرحلة الكلاسيكية ذات الأهمية.
يُعرف المقام في هذا التعبير بجملة الحالات ، ويُشار إليه بالحرف Z.

### ميكانيكا إحصائية الكم
في ميكانيكا الإحصاء الكمومي، لنظام كمي في حالة توازن حراري مع بيئته، يأخذ المتوسط المرجح شكل مجموع حالات الطاقة الكمومية (الحالة المستقرة) ، بدلاً من تكامل مستمر:
{\displaystyle {\bar {A}}={\frac {\sum _{i}{A_{i}e^{-\beta E_{i}}}}{\sum _{i}{e^{-\beta E_{i}}}}}}

## متوسط المجموعة في المجموعات الأخرى
توفر النص المعمم من دلالة التقسيم الإطار الكامل للعمل مع متوسطات المجموعات في الديناميكا الحرارية، ونظرية المعلومات، والميكانيكا الإحصائية و ميكانيكا الكم.

### المجموعة متناهية الصغر
تُمثل المجموعة متناهية الصغر نظامًا مفصولاً تكون فيه الطاقة (E) والحجم (V) وعدد الجسيمات (N) كلها ثابتة.

### المجموعة القياسية
تُمثل المجموعة القياسية نظامًا مغلقًا يمكنه تبادل الطاقة (E) مع محيطه (عادةً حوض التخزين) ، لكن الحجم (V) وعدد الجسيمات (N) كلها ثابتة.

### الفرقة القانونية الكبرى
تُمثل المجموعة القانونية الكبرى نظامًا مفتوحًا يمكنه تبادل الطاقة (E) بالإضافة إلى الجسيمات مع محيطها ولكن الحجم (V) يبقى ثابتًا.